# Александри, Василе
Васи́ле Александри́ (молд. Василе Александри, рум. Vasile Alecsandri; 21 июля 1821, Бакэу, Молдавское княжество — 22 августа 1890, Мирчешти, жудец Яссы) — молдавский писатель, драматург, поэт, публицист, политик и дипломат.

## Биография
Василе Александри родился в 1821 году в молдавском городе Бакэу в семье спэтара (крупного боярина). Его мать была греческого происхождения, отец происходил из итальянско-еврейской семьи, переселившейся в Молдавию в конце XVIII века. Получил домашнее образование, затем учился в Яссах и в 1834 году уехал учиться в Париж, где поступил на медицинский факультет, потом на юридический, но ни одного не окончил. 20-летним юношей Александри возвращается в Яссы, где сотрудничает в журнале «Dacia Literară» (Литературная Дакия). Через год он назначается директором господарского театра, но этот пост занимает только два года, вследствие борьбы реакционных сил против «офранцуженного» молодого поколения бояр. В 1844 году принимает деятельное участие в органе либеральной молодёжи «Пропэширеа» (молд. Пропъшiреа — «Прогресс»).
В 1848 году, когда революционная волна докатилась до Молдавии, Александри стал активным участником движения, направленного против тогдашнего господаря Михаила Стурдза, ставленника русского двора. С подавлением этого движения Александри вынужден был эмигрировать за границу, где начинается его настоящая литературная деятельность, продолжавшаяся больше полувека. После русско-турецкой войны 1877—1878 Александри был долгое время послом румынского королевства в Париже. Является одним из членов-основателей Румынской академии (с 1867 года), где он противодействовал искусственной латинизации румынского языка. Александри — один из застрельщиков в борьбе за уничтожение крепостного права, за освобождение рабов-цыган, секуляризацию монастырских земель и создание единого румынского государства. Александри является таким образом выразителем настроений эпохи буржуазных национальных революций 1848 года.
Основная заслуга Александри в том, что он один из первых обратил внимание на богатство молдавского фольклора, занялся собиранием его памятников, результатом чего явилось опубликование им в 1853 году, в Париже, сборника «Doine» (Дойны). Василе Александри также впервые опубликовал пасторальную балладу «Миорица» в 1850 году в журнале «Буковина» (номер 11, стр. 51—52). Баллада была записана писателем Алеку Руссо в 1846 году в монастыре Собежа, где он находился в ссылке, и передана Александри. После смерти Руссо Александри записал другой вариант баллады, рассказанный ему в районе горы Чахлэу. Александри изменил текст, напечатанный в 1850 году, и опубликовал «Миорицу» в двух сборниках народной поэзии («Баллады» [Яссы, 1852], стр. 1—6; «Народные стихи румын» [Бухарест, 1866], стр. 1—3).
Наиболее известны пьесы: «Йоргу из Садагура» (1844), «Яссы во время карнавала», «Кирица в провинции» (1852) и др. «История одного золотого» (1843) — сатира на судей взяточников, ростовщиков, исправников и др. Под влиянием народного творчества создал «Дойны» (1843—53), сборник «Народные стихотворения» (1852). Циклы стихов: «Ландыши» (1848—63) и «Маргаритки» (1852—62), «Наши воины». Автор исторических поэм: «Красная дубрава», «Дан — горный капитан», циклов «Легенды» (1869—75), «Пастели» (Pasteluri, 1868—69) «Новые легенды» (1876—78), исторических драм — «Воевода-деспот» (поставлена 1879, изд. 1880), «Источник Бландузии» и «Овидий». Значителен вклад Александри в развитие и обогащение литературного языка.
Автор слов румынского военного марша Drum bun.
Существует мнение, что поэтическое творчество Александри не отличается оригинальностью, а его драматические произведения и отчасти эпические и лирические стихотворения являются подражанием французским романтикам. Другие исследователи отмечают, что «два несомненных качества у всех его произведений — жизнелюбие поэта и талант».

## Память
- В Кишинёве именем Александри в советское время была названа улица (бывший Колодезный переулок), его имя было присвоено библиотеке № 9 (1971), а в Аллее Классиков установлен бюст Александри (1957, скульптор Л. И. Дубиновский). После развала СССР одна из центральных улиц была переименована из улицы имени Котовского в Александри.
- Имя Василе Александри носит Национальный театр в молдавском городе Бельцы.
- В 1996 году в Молдавии была выпущена почтовая марка, посвященная Василе Александри.

## Сочинения
- Избранное, Кишинёв, 1957;
- Избранное, М., 1959.
- Василе Александри. "История одного золотого." Кишинёв. 1971.